# Schultüte

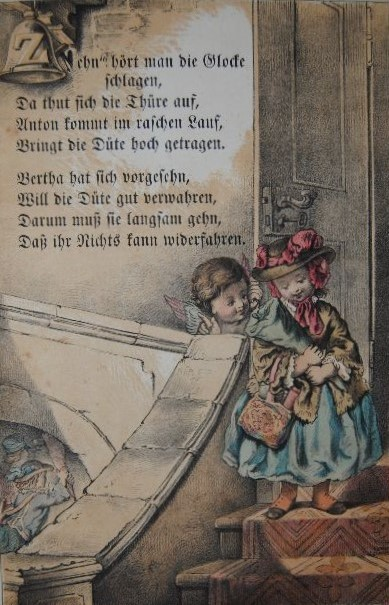
Die kleine Bertha geht vorsichtig die Treppe hinunter, um ihre Zuckertüte nicht in Gefahr zu bringen. Aus: Neues Zuckerdütenbuch (1859)

Kind mit Zuckertüte in der ersten Hälfte der 1930er-Jahre

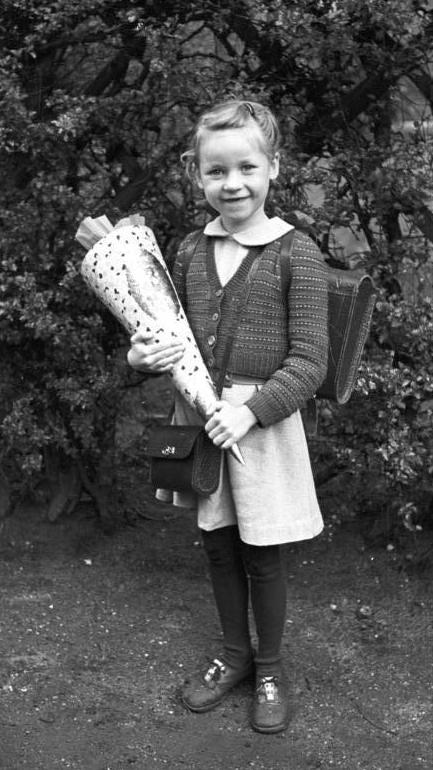
Erster Schultag, 1953

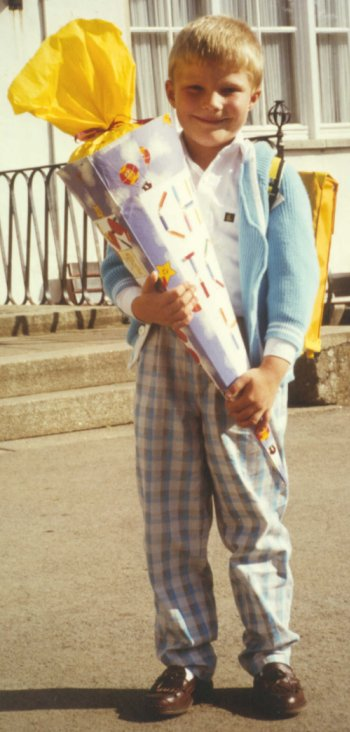
Erster Schultag, ca. 1970

Eine Schultüte (in manchen Teilen Deutschlands auch Zuckertüte genannt) ist ein meist aus Pappe bestehendes Behältnis in Form einer Spitztüte (kegelförmig oder in Form einer Pyramide auf sechseckiger Grundfläche), das Schulanfänger zur Einschulung mit sich führen. Der Brauch, Schulanfängern Schultüten zur Einschulung zu schenken und mitzugeben, wird seit dem 19. Jahrhundert in Deutschland gepflegt und hat sich seitdem nach Österreich, Tschechien und Teilen Polens verbreitet.

## Geschichte
Für den Brauch, Kinder anlässlich ihrer Einschulung mit einer Schultüte zu beschenken, gibt es frühe Belege, die im Wesentlichen aus Sachsen und Thüringen stammen. Der bislang früheste Hinweis stammt aus der Autobiographie des Pastorensohns Karl Gottlieb Bretschneider, der 1781 oder 1782 in Gersdorf bei Hohenstein-Ernstthal in Sachsen eingeschult wurde; er schrieb, dass er eine Zuckertüte vom Schulmeister erhalten habe. Zwanzig Jahre später heißt es über die Einschulung von Johann Daniel Elster, der 1801 im thüringischen Benshausen eingeschult wurde, schon, dass er „nach altem Brauch“ vom Kantor eine große Zuckertüte erhielt. Weitere Nachweise kommen aus Jena im Zusammenhang mit dem Stadtkantor Georg Michael Kemlein (1817), Dresden (1820) und Leipzig (1836). Dort erzählte man den Kindern früher, dass in dem Haus des Lehrers ein Schultütenbaum wachse, und wenn die Schultüten groß genug wären, dann wäre es auch höchste Zeit für den Schulanfang. Ludwig Bechstein erinnerte sich 1837 in seinem Buch Fahrten eines Musikanten an seine Schultüte: „Im fünften Jahre führte man mich zur Schule und ich empfand die Süssigkeit des wichtigen Tages, als mir der Cantor nach altem Gebrauche eine grosse Zuckertüte verehrte.“
Der Begriff Schultüte ist (zusammen mit der heute üblichen, damals jedoch neuen Form) mindestens seit 1910 nachweisbar, als eine Zeitschrift unter der Überschrift
„Originelle neue Schul-Zuckertüten“ meldete:

„Aber gegen das Volumen der neuen Schultüten ist entschieden Front zu machen, schon um des dadurch erweckten Neidgefühls bei anderen Kindern, die nur mit kleinen Tüten bedacht werden. Ein treffliches Abwehrmittel gegen diese Ausschreitungen entsteht uns in einer neuen Art Schultüte, die in Gestalt eines Nürnberger Trichters in den Schokoladengeschäften erhältlich ist und der Originalität für den ersten Schulgang nicht entbehrt. Dieses drollige Lerninstrument ist aus silber- oder goldbronziertem Papiermache hergestellt: der tiefe Trichterteil enthält das Konfekt und wird von einem bunten Seidenbeutel überspannt. Diese Nürnberger Trichter gibt es in verschiedenen Größen und könnte hier einem Zuviel betreff der Größe leicht gesteuert werden, wenn man die Kinder belehrt, daß ein kleiner Trichter eine Auszeichnung, ein großer aber kein Kompliment bedeutet, weil er eher einen Zweifel an ihrer Begabung oder [ihrem] Lerneifer ausdrückt.“

Einige führen die süßen Geschenke zum Schulanfang auf den Brauch der jüdischen Gemeinden zurück, Kindern zu Beginn ihres an der Tora ausgerichteten Schullebens süßes Buchstabengebäck zu schenken als Erinnerung an den Psalm-Vers „Dein Wort ist in meinem Munde süßer als Honig“ (Psalm 119). Dass damit aber die Erfindung der Schultüte auf einen jüdischen Brauch zurückgehe, hält der Landesrabbiner von Württemberg, Netanel Wurmser, für eine „gewagte Hypothese“.
Erich Kästner beschreibt in seinen Kindheitserinnerungen Als ich ein kleiner Junge war seinen ersten Schultag 1906 in Dresden und seine „Zuckertüte mit der seidnen Schleife“. Als er die Tüte einer Nachbarin zeigen wollte, ließ er sie fallen, und der Inhalt fiel auf den Boden: „[Er] stand bis an die Knöchel in Bonbons, Pralinen, Datteln, Osterhasen, Feigen, Apfelsinen, Törtchen, Waffeln und goldenen Maikäfern.“
Die erste Schultütenfabrik in Deutschland wurde 1894 von Carl August Nestler in Wiesa (Erzgebirge) als Feinkartonagefabrik gegründet. Diese produziert seit 1910 erstmals serienmäßig Zuckertüten maschinell. Heute ist die mittlerweile in Ehrenfriedersdorf ansässige Manufaktur der größte Schultütenhersteller Deutschlands mit über zwei Millionen Schultüten im Jahr.
Heute werden teilweise auch zum Übergang von der Grundschule in die weiterführende Schule oder zum Beginn einer Ausbildung oder eines Studiums kleine Zuckertüten übergeben. Grundsätzlich werden sie jedoch immer noch mit dem Schulanfang verbunden.

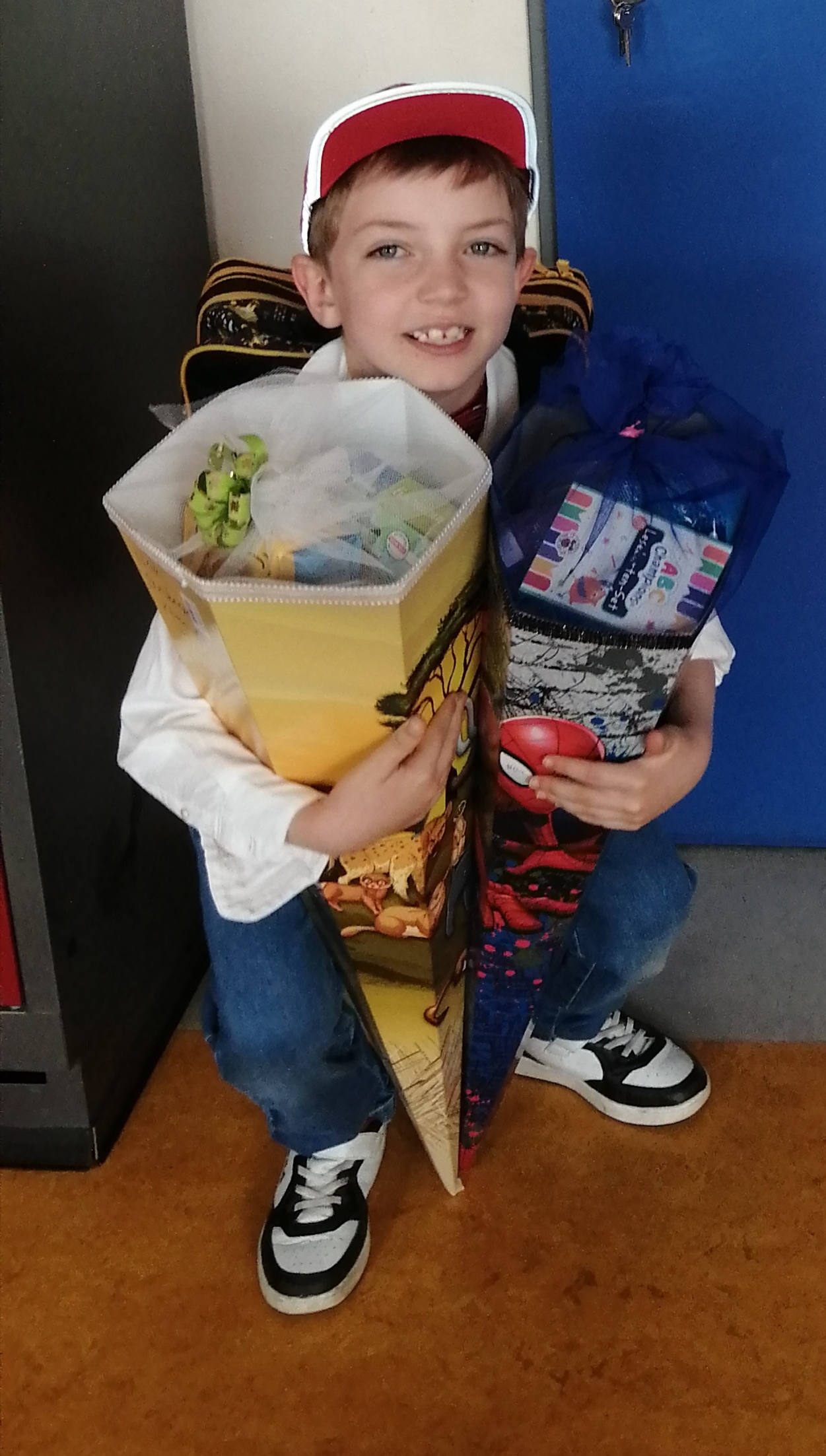
Kind mit 2 Zuckertüten im Jahr 2024, mit Spiderman und Minions bedruckt.

## Verbreitung des Brauchs
Schultüten sind zuerst in Orten in Mitteldeutschland nachzuweisen. Berlin war die erste Großstadt außerhalb der Ursprungsgebiete, in der Schultüten – vor dem Ersten Weltkrieg allerdings noch selten – gebräuchlich wurden. Erst nach und nach setzte sich der Brauch im Süden und im Westen durch. Anfangs waren es die Paten, welche die Tüte überreichten. Heute sind es meistens die Eltern, die ihren Kindern die nur noch selten selbstgebastelte Schultüte mit auf den Schulweg geben. Auch wenn eine Recherche der Sendung mit der Maus zu dem Ergebnis kam, der Brauch der Schultüte habe sich erst nach 1950 in Westdeutschland verbreitet, so ergaben genauere Nachforschungen doch deutlich frühere Daten: Aus Kassel sind Schultüten schon seit 1907 belegt; Schultüten sind bis heute hauptsächlich in Deutschland und in Österreich bekannt. In Österreich wurde der aus dem protestantischen Raum stammende Brauch erst in der NS-Zeit eingeführt. Eine zweite Welle kam in den 1950er Jahren, als die Bevölkerung wieder etwas wohlhabender wurde. In der Schweiz existiert keine entsprechende Tradition; im Durchschnitt kam 2015 etwa ein Kind pro Klasse mit einer Tüte, primär durch Kinder deutscher Einwanderer.
In Schlesien ist der Brauch nach der Flucht und Vertreibung der deutschen Bevölkerung von den neu angesiedelten Polen beibehalten worden. Dort ist die Zuckertüte unter dem Lehnwort Tyta bekannt.

## Arten und Ausstattung
Nach der Teilung Deutschlands etablierten sich in der DDR sechseckige Schultüten von 85 cm Länge, während im Westen die althergebrachten runden Tüten (meist 70 cm lang) bevorzugt wurden.
Die Schultüten werden meistens mit Süßigkeiten und mit kleinen Geschenken wie Buntstiften oder anderem Schulmaterial gefüllt. Vom Füllen mit Süßigkeiten kommt der in manchen Gegenden für die Schultüte übliche Namen „Zuckertüte“.
Die Schultüten werden, wenn sie nicht von den Eltern gebastelt werden, fertig gekauft oder von den Kindern noch im Kindergarten selbst gebastelt.
Alternativ zur bekannten Zuckertüte werden in der Gemeinde Vogtei in Thüringen seit dem 19. Jahrhundert Zuckerschachteln gefertigt und an Schulanfänger ausgegeben. Diese bestehen aus einer mit Bildmotiven und Sprüchen verzierten Spanschachtel. Vermutlich geht der Brauch auf die Fertigung von Schachteln aus Baumrinde zum Transport von Kleingütern zurück.